# (73365) 2002 KN8
(73365) 2002 KN8 – planetoida z pasa głównego asteroid okrążająca Słońce w ciągu 5,45 lat w średniej odległości 3,09 j.a. Odkryta 29 maja 2002 roku.